# Afuera del tiempo
Afuera del tiempo es una película colombiana de 2019 dirigida y escrita por Marco Vélez Esquivia. Estrenada el 14 de noviembre de 2019, fue protagonizada por Manuel José Chaves, Estefanía Piñeres Duque, Shany Nadan, Walther Luengas y Andrea Esquivel.

## Sinopsis
Ricardo es un hombre de mediana edad que ha tenido muchas relaciones de corta duración. Sin embargo un día llega Sara a su vida, de la que se enamora profundamente sin ser correspondido. Ricardo visita a un peculiar doctor que le enseñará un método para viajar en el tiempo y tratar de recuperar el amor perdido de Sara.

## Reparto
- Manuel José Chaves
- Estefanía Piñeres Duque
- Shany Nadan
- Walther Luengas
- Andrea Esquivel